# 威斯納鎮區 (愛荷華州富蘭克林縣)
威斯納鎮區（英語：Wisner Township）是美國愛荷華州富蘭克林縣的16個鎮區之一。截至2010年美國人口普查，其人口為161，共85住房。

## 歷史
威斯納鎮區於1882年成立。

## 地理
根據2010年美國人口普查，該鎮的總面積為37平方英里（96平方），其中土地面積37平方英里（96平方），無水域。